# Gouvernement Charles David Ganao
République du Congo
Le gouvernement Charles David Ganao est le dernier gouvernement formé sous la présidence de Pascal Lissouba en république du Congo. Sa formation débute avec la nomination de Charles David Ganao au poste de Premier ministre, chef du gouvernement par décret présidentiel n° 96-479 du 27 août 1996. Elle se poursuit avec la publication, le 2 septembre 1996, d’une série de décrets présidentiels portant nomination des ministres, ministres délégués et secrétaires d’État. 

## Contexte
Le gouvernement Charles David Ganao est le dernier gouvernement formé sous la présidence de Pascal Lissouba en République du Congo. Il est institué par décret présidentiel no 96-479 du 27 août 1996, nommant Charles David Ganao Premier ministre en remplacement de Joachim Yhombi-Opango.
La formation de ce gouvernement s’inscrit dans un contexte politique marqué par l’approche de l’élection présidentielle prévue pour 1997 et par une volonté de réajuster les équilibres politiques et ethniques au sein du pouvoir exécutif. La nomination de Ganao, originaire de l’ethnie Téké, est perçue comme une manœuvre politique visant à renforcer l’influence du président Lissouba auprès de cette composante importante de la population congolaise. Le nouveau Premier ministre est chargé de diriger une équipe gouvernementale renouvelée, avec pour mission de donner un nouvel élan à l’action publique dans une période de fortes tensions.

## Composition
La composition du gouvernement est fixée par une série de décrets pris le 2 septembre 1996 :
- 3 ministres d'État et 20 ministres sont nommés par le décret no 96-480[3] ;
- 8 ministres délégués par le décret no 96-481[4] ;
- 8 secrétaires d'État par le décret no 96-482[5].

Au total, premier ministre exclu, le gouvernement Ganao compte 39 membres.
Ce gouvernement restera en place jusqu’au déclenchement de la guerre civile du Congo-Brazzaville le 5 juin 1997, qui met fin au mandat de Pascal Lissouba et conduit à la prise du pouvoir par Denis Sassou-Nguesso.
| Poste | Nom                          |
| --- | ---------------------------- |
| Premier ministre | Charles David Ganao          |
| Ministre d'État, ministre de la Décentralisation, de la Communication, du Développement urbain et de l'Habitat                                                              | Martin M'beri                |
| Ministre d'État, ministre de l'Intérieur et de la Sécurité | Colonel Philippe Bikinkita   |
| Ministre d'État, ministres des Transports et de l'Aviation Civile | Victor Tamba-Tamba           |
| Ministre de l'Économie, du Plan et des Finances, chargé de la Prospective                                                                                                   | Nguila Moungounga-Nkombo     |
| Ministre des Affaires étrangères et de la Coopération, chargé de la Francophonie                                                                                            | Destin-Arsène Tsaty-Boungou  |
| Ministre de l'Énergie | Jean Itadi                   |
| Ministre de la Justice, Garde des Sceaux | Joseph Ouabari Mariotti      |
| Ministre de l'Équipement et des Travaux Publics | Lambert Galibali             |
| Ministre de la Fonction publique d'État et Territoriale, chargé des Réformes et de la Simplification administrative                                                         | Marius Mouambenga            |
| Ministre de la Recherche scientifique | Anaclet Tsomambet            |
| Ministre des Hydrocarbures et des Mines | Benoit Koukébéné             |
| Ministre de l'Agriculture, de l'Élevage, des Eaux et Forêts et des Ressources halieutiques                                                                                  | Prosper Koyo                 |
| Ministre de l'Enseignement supérieur et technique | Martial De Paul Ikounga      |
| Ministre de l'Intégration de la femme au développement | Marie Thérèse Avemeka        |
| Ministre du Tourisme et de l'Environnement | Gabriel Matsiona             |
| Ministre de la Défense nationale | Général François Ayayen      |
| Ministre du Travail, de la Formation Professionnelle et du Management Participatif, chargé de l'Artisanat                                                                   | Théophile Obenga             |
| Ministre du Commerce, de la Consommation et des Petites et Moyennes entreprises                                                                                             | Joseph Hondjuila Miokono     |
| Ministre de la Jeunesse et des Sports, chargé du Service civique | Henri Okemba                 |
| Ministre de l'Enseignement primaire et secondaire | Sylvain Mackosso-Mackosso    |
| Ministre du Développement industriel | Raymond Vincent Ombaka-Ekori |
| Ministre des Postes et Télécommunications | Alphonse Nkoua               |
| Ministre de la Santé publique | Gaston Bikandou              |
| Ministre délégué auprès du Premier ministre, chargé des Affaires sociales et de la Réinsertion des sinistrés                                                                | Mélanie Ibouritso            |
| Ministre délégué auprès du ministre d'État, ministre de la Décentralisation, chargé de la Communication, Porte-parole du gouvernement                                       | Sophie Moukouyou             |
| Ministre délégué auprès du ministre d'État, ministre de la Décentralisation, chargé de la Décentralisation économique                                                       | Basile Tsongo                |
| Ministre délégué auprès du ministre d'État, ministre de l'Intérieur et de la Sécurité, chargé de la Sécurité                                                                | Colonel Yves Marcel Ibala    |
| Ministre délégué auprès du ministre de l'Économie, du Plan et des Finances, chargé du Budget et de la Coordination des régies                                               | Luc Daniel Adamo Mateta      |
| Ministre délégué auprès du ministre de l'Économie, du Plan et des Finances, chargé de la Prospective,                                                                       | Georges Tsiba                |
| Ministre délégué auprès du ministre des Hydrocarbures et des Mines, chargé du Développement minier                                                                          | Félix Makosso                |
| Ministre délégué auprès du ministre de l'Agriculture, de l'Élevage, des Eaux et Forêts et des Ressources halieutiques, chargé du Reboisement et des Ressources halieutiques | Jean Ngatsiebe               |
| Secrétaire d'État auprès du Premier ministre, chargé de mission | Okana-pan                    |
| Secrétaire d'État auprès du ministre d'État, ministre de la Décentralisation, de la Communication, du Développement urbain et de l'Habitat                                  | Jean Gilbert Nitou           |
| Secrétaire d'État auprès du ministre de l'Enseignement supérieur et technique, chargé de l'Enseignement supérieur                                                           | Dominique Matanga            |
| Secrétaire d'État auprès du ministre de la Fonction publique d'État et Territoriale, chargé des Réformes et de la Simplification administrative                             | Daniel Owassa                |
| Secrétaire d'État auprès du ministre de l'Agriculture, de l'Élevage, chargé de l'Agriculture, de l'Élevage                                                                  | Martin Oyali                 |
| Secrétaire d'État auprès du ministre du Commerce, chargé des Petites et Moyennes entreprises                                                                                | Antoine Malonga              |
| Secrétaire d'État auprès du ministre du Développement industriel, chargé de la Biotechnologie et des Industries agro-alimentaires                                           | Paul Niamazock               |
| Secrétaire d'État auprès du ministre de la Santé publique, chargé de la Médecine ambulatoire                                                                                | Gaston Baboka                |